# Marathon van Berlijn 2006
De marathon van Berlijn 2006 vond plaats op zondag 24 september 2006 in Berlijn.
Zowel bij de mannen als de vrouwen werd de wedstrijd een Ethiopisch succes, die ook nog eens in beide gevallen een Ethiopisch record opleverde. Haile Gebrselassie won bij de mannen in 2:05.56, zat zelfs tot voorbij de helft van de wedstrijd onder het schema van het wereldrecord van Paul Tergat, die in 2003 in Berlijn tot 2:04.55 kwam, maar moest ten slotte een minuut op dit record toegeven. Bij de vrouwen was het Gete Wami, die er met de overwinning vandoor ging in 2:21.34, eveneens dus een Ethiopisch record.
In totaal finishten er 30.182 marathonlopers, waarvan 24.094 mannen en 6088 vrouwen.

## Uitslagen

### Mannen
| rang   | naam               | land | tijd    |
| ------ | ------------------ | ---- | ------- |
| Goud   | Haile Gebrselassie | ETH  | 2:05.56 |
| Zilver | Gudisa Shentema    | ETH  | 2:10.43 |
| Brons  | Kurao Umeki        | JPN  | 2:13.43 |
| 4      | Terefe Yae         | ETH  | 2:15.05 |
| 5      | Ahmed Ezzobayry    | FRA  | 2:15.29 |
| 6      | Driss El Himer     | FRA  | 2:16.44 |
| 7      | Ombeche Mokamba    | KEN  | 2:17.34 |
| 8      | Jackson Koech      | KEN  | 2:17.42 |
| 9      | Abel Kirui         | KEN  | 2:17.47 |
| 10     | Donatien Buzzinggo | BUR  | 2:19.25 |
| 11     | Elias Dominguez    | ESP  | 2:19.27 |
| 12     | Carlos Valente     | POR  | 2:19.43 |
| 13     | Asier Zarraga      | ESP  | 2:19.59 |
| 14     | Thomas Sondergaard | DEN  | 2:21.02 |
| 15     | Toby Lambert       | GBR  | 2:21.06 |

### Vrouwen
| rang   | naam                | land | tijd    |
| ------ | ------------------- | ---- | ------- |
| Goud   | Gete Wami           | ETH  | 2:21.34 |
| Zilver | Salina Kosgei       | KEN  | 2:23.22 |
| Brons  | Monica Drybulska    | POL  | 2:30.12 |
| 4      | Asha Gigi           | ETH  | 2:32.32 |
| 5      | Marcia Narloch      | BRA  | 2:35.28 |
| 6      | Melanie Kraus       | GER  | 2:35.37 |
| 7      | Shitaye Gemechu     | ETH  | 2:35.56 |
| 8      | Zekiros Adanech     | ETH  | 2:36.48 |
| 9      | Mounia Aboulahcen   | BEL  | 2:38.55 |
| 10     | Alem Ashebir        | ETH  | 2:41.27 |
| 11     | Anna Schenck        | SWE  | 2:41.59 |
| 12     | Annette Jorgensen   | DEN  | 2:44.02 |
| 13     | Maja Neuenschvander | SUI  | 2:45.22 |
| 14     | Georgia Abatzidou   | GRE  | 2:48.58 |
| 15     | Lucy Colquhoun      | GBR  | 2:53.21 |

1974 ·
1975 ·
1976 ·
1977 ·
1978 ·
1979 ·
1980 ·
1981 ·
1982 ·
1983 ·
1984 ·
1985 ·
1986 ·
1987 ·
1988 ·
1989 ·
1990 ·
1991 ·
1992 ·
1993 ·
1994 ·
1995 ·
1996 ·
1997 ·
1998 ·
1999 ·
2000 ·
2001 ·
2002 ·
2003 ·
2004 ·
2005 ·
2006 ·
2007 ·
2008 ·
2009 ·
2010 ·
2011 ·
2012 ·
2013 ·
2014 ·
2015 ·
2016 ·
2017 ·
2018